# Mimusops angel
Mimusops angel är en tvåhjärtbladig växtart som beskrevs av Emilio Chiovenda. Mimusops angel ingår i släktet Mimusops och familjen Sapotaceae. IUCN kategoriserar arten globalt som nära hotad. Inga underarter finns listade i Catalogue of Life.